# Burg Schönecken

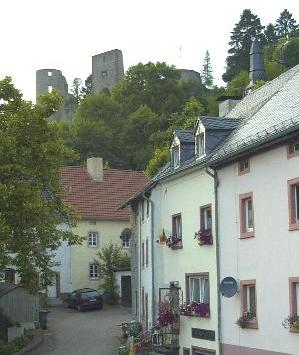
Blick von der Von-Hersel-Straße auf die Burgruine

Die Burg Schönecken ist die Ruine einer Höhenburg auf 467 m ü. NN über der gleichnamigen Ortsgemeinde Schönecken im Nimstal in der Westeifel (Eifelkreis Bitburg-Prüm) in Rheinland-Pfalz.
Die Burg stand auf dem niedrigsten Bergrücken inmitten eines Talkessels. Die Anlage ist nach allen Seiten von höheren Bergen schützend umgeben.
Die Burgruine Schönecken wird auch „Bella Costa“ oder „Clara Costa“ genannt. 

## Geschichte
Kurzlegende:
- 762 – König Pippin schenkt dem Kloster Prüm den Hof Wetteldorf.  Schutzvögte der Abtei werden die Grafen von Vianden.
- um 1230 – Vermutlich Erbauung der Burg „Clara Costa“.
- 1247 – Albertus Magnus u.Konrad von Hochstaden auf der Burg
- 1264 – Heinrich von Vianden nennt sich „Herr von Schönecken“.
- 1288 – Gerhard von Schönecken tötet im Streit zwei Prümer Mönche.
- 1352 – Hartard von Schönecken fällt im Kampf für Balduin von Trier.
- 1370 – Johann, der letzte Herr von Schönecken stirbt.
- 1384 – Schönecken kommt an das Kurfürstentum Trier. Die Burg wird Wohnsitz des Kurfürsten.
- 1593 – Ritter und Burgmann Hermann von Hersel verstirbt am 13. Juli und wird in Sankt Leodegar (katholische Pfarrkirche) in Wetteldorf beigesetzt.
- 1643 – Eroberung der Burg durch Söldner.
- 1802 – Schönecken brennt nieder.
- 1804 – Unter französischer Verwaltung erfolgt die Versteigerung der Burg auf Abbruch.
- 1848 – Das Königreich Preußen wird Eigentümer.
- 1906 –  Erste Restaurierungen der Burg durch das Kgr. Preußen.
- 1920er Jahre – Dr. Johannes Schreiber (1893–1978) verhindert den endgültigen Abbruch der Ruine.
- 1970–1975 – wurden Wehrtürme und Wehrmauern der Burgruine durch die rheinland-pfälzische Schlösserverwaltung saniert.
- 1984–1985 – Sanierung der Burg und des Burgberges mit Spritzbeton.
- 2006 – Sperrung des Burgstieges wegen Einsturzgefahr der Burgmauer; Renovierung ist geplant; an den Türmen sind erhöhte Witterungsschäden festgestellt worden.
- 2018–2020 – Restaurierung durch das Land Rheinland-Pfalz

Heutiger Eigentümer der Burg ist das Land Rheinland-Pfalz.

## Fehde Hartards von Schönecken mit Otto von Schönberg
(zwischen 1340 und 1350)
Wenig glücklich verlief eine Fehde, die Hartard mit Otto von Schönberg hatte. Einige Lanzenknechte des Herrn von Schönberg fuhren nach dieser Erzählung nach Schönecken um daselbst Getreide zu kaufen, woran es zu der Zeit in der Gegend von Schönberg mangelte. Hartard befahl seinen Leuten, die Schönberger zu verjagen. Um diesen Schimpf zu rächen, rückte Otto von Schönberg vor Schönecken und belagerte das Schloss. Hartard spottete seiner und rief ihm vom Schloss zu: „Mich fruit Herr Otto dat sei mich besouchen“, worauf Otto antwortete: „der Tuifel kricht dich uff der Erden, hahn langs geward dich zu strofen, miene Knechte seynd kine Frauwen, koum herous, da schmakst du die Knechte!“ Hartard machte hierauf einen Ausfall, schlug die Schönberger und verfolgte sie bis Schönberg. Bei Schönberg setzte sich Otto und erhielt Unterstützung von seinen Untertanen. Nach einem heftigen Kampfe flohen die Schönecker und Hartards Sohn wurde erschlagen. Den Leichnam desselben sollen die Weiber von Schönberg in Stücke gerissen und den Hunden vorgeworfen haben. Otto verfolgte die Schönecker bis Schönecken und hier kam es nochmals zum Kampfe, in welchem Otto und Hartard aufeinandertrafen und gegeneinander kämpften. Otto spaltete dem Hartard den Helm und verwundete ihn am Kopfe, worauf Hartard floh und sich in sein Schloss warf, das Otto nun belagerte. Schließlich sah sich Hartard genötigt, den Abzug des Feindes mit 100 Gulden zu erkaufen.

## Anlage
Bei der Burganlage handelte es sich um eine 120 Meter lange rechteckige Anlage mit Ringmauer und drei nach außen vorspringenden Türmen. Im Osten wird die Anlage von einem breiten Halsgraben begrenzt. Die drei Türme stehen auf der Südseite, zwei davon sind noch drei Geschosse hoch erhalten. Vermutlich stammen die zwei runden Türme noch aus dem 13. oder 14. Jahrhundert, der mittlere rechteckige ist jünger. Alle drei Türme und die verbindenden Mauerstücke gehörten spätestens seit dem 16. Jahrhundert zu einem mehrgeschossigen Wohngebäude, wie ein Gemälde aus dem 18. Jahrhundert zeigt.

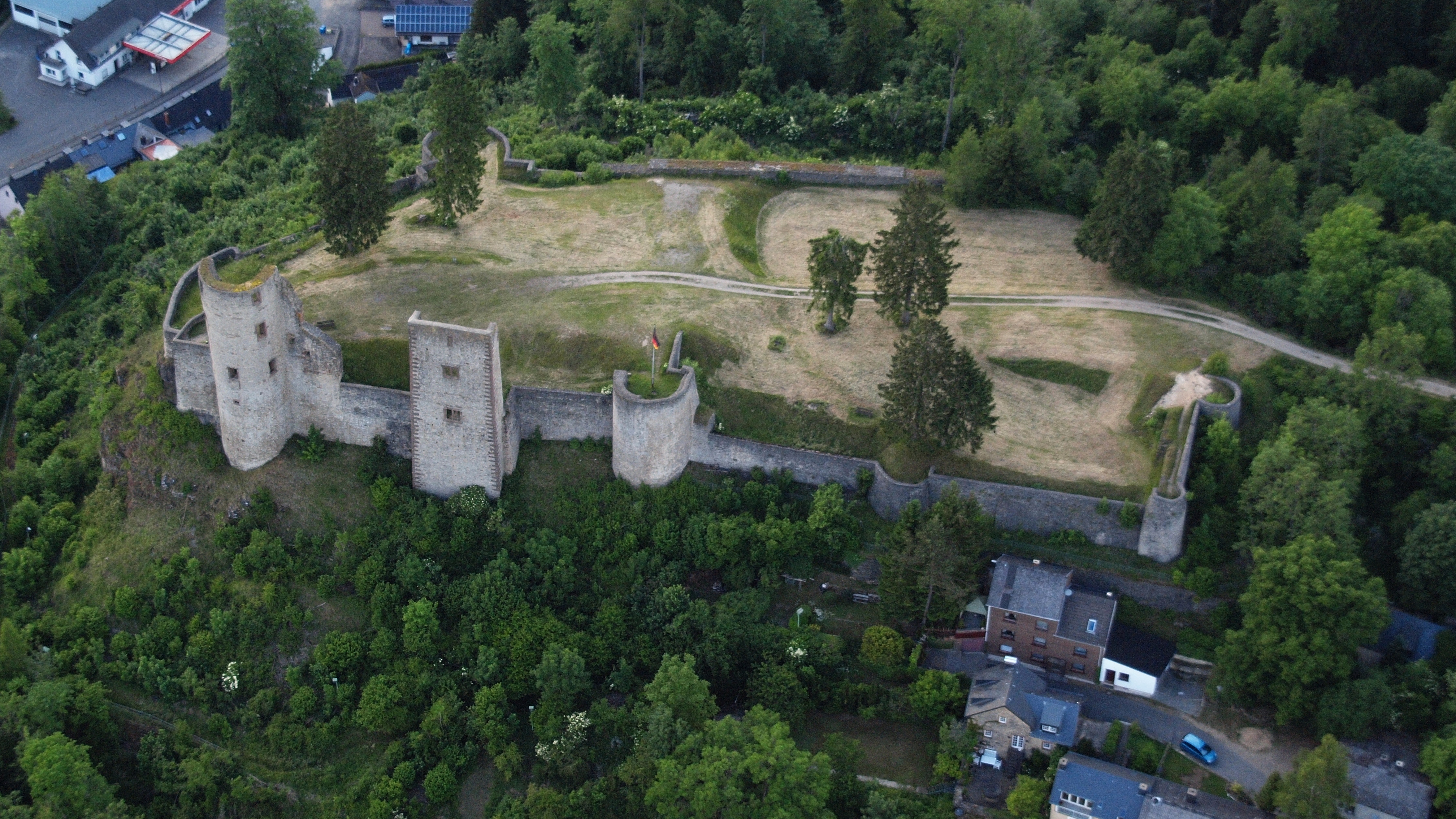
Burg Schönecken, Luftaufnahme (2015)
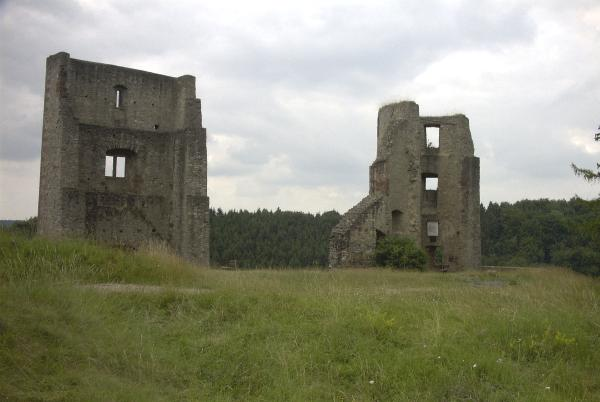
Burginnenhof mit Türmen im August 2003
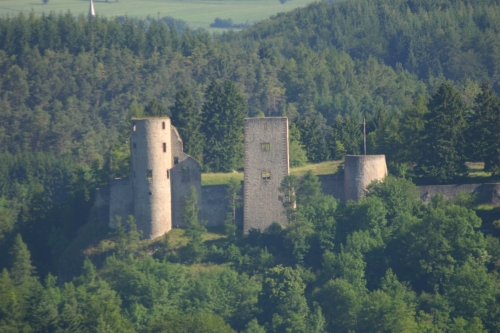
Burgruine